# Zapaska (ubiór)

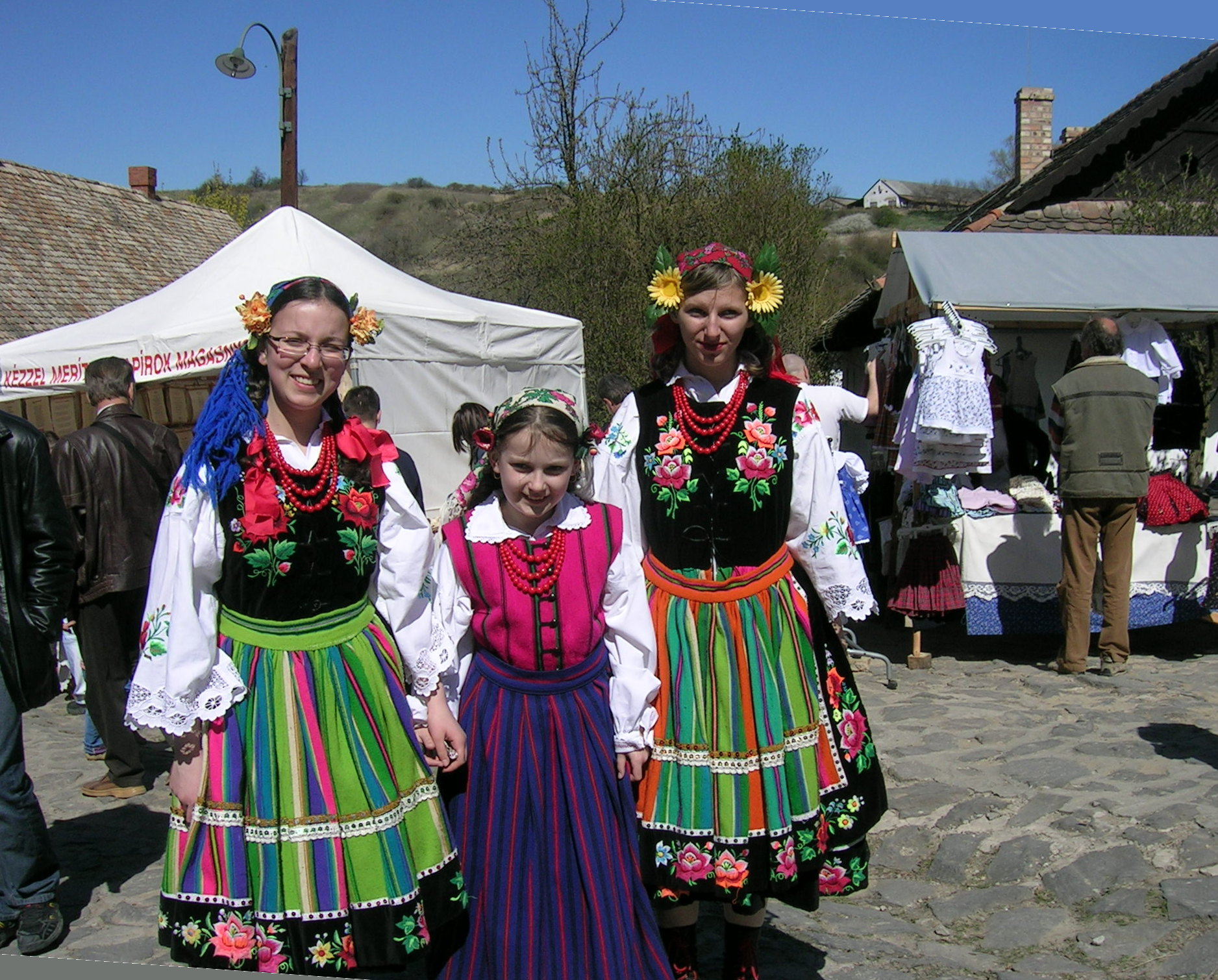
Zapaski (pasiak)

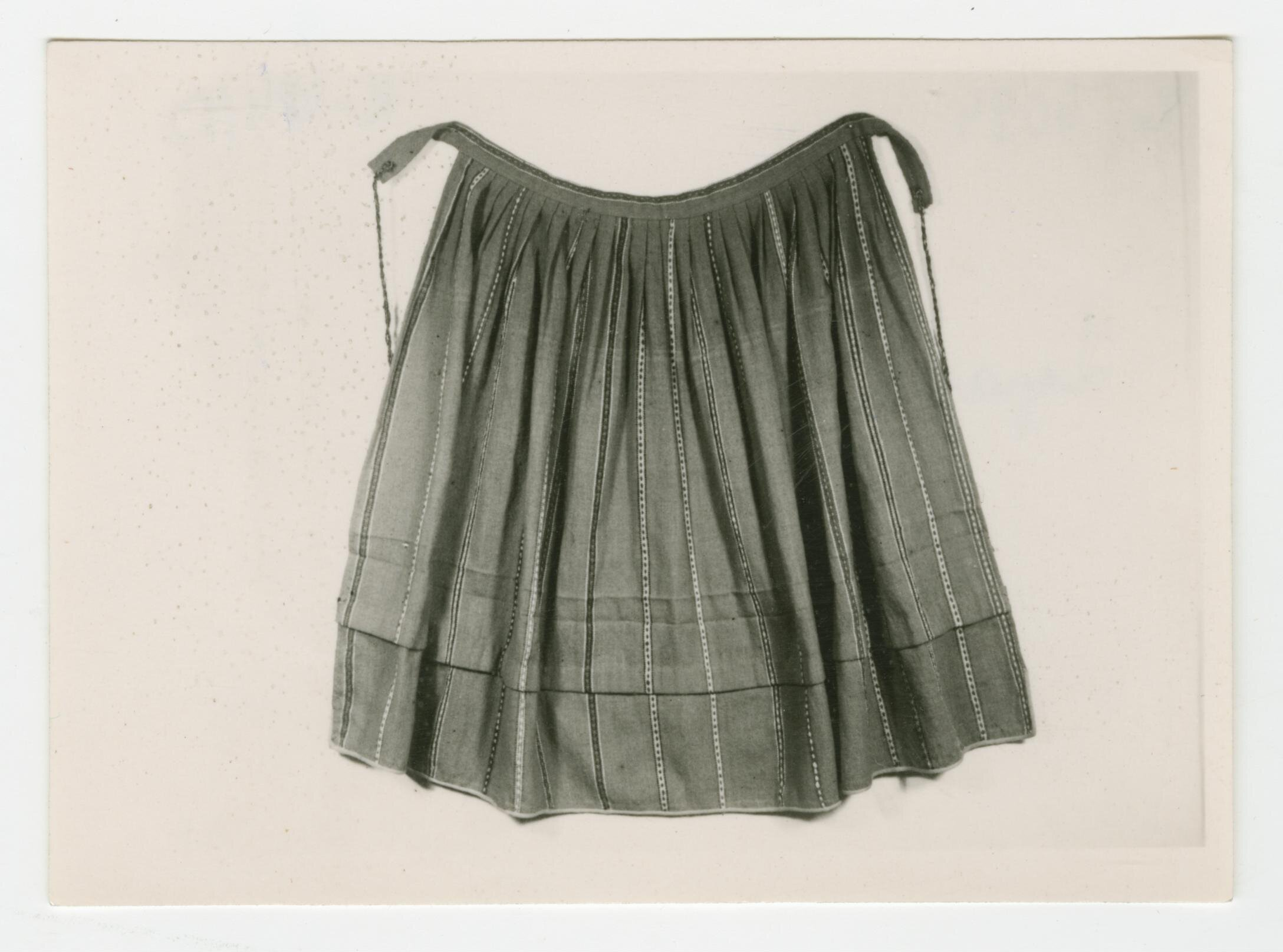
Zapaska

Zapaska – obszerny fartuch wykonany z wełny, noszony dawniej na spódnicy przez wiejskie kobiety, wiązany z tyłu w pasie (zapasywany). Zapaska chroniła spódnicę przed zniszczeniem i zabrudzeniem podczas codziennych czynności (zapaska służyła np. do przenoszenia w niej płodów rolnych). Bardziej ozdobne zapaski zakładano również do stroju odświętnego.